# La Route de Pontoise
La Route de Pontoise est une huile sur toile du peintre français Paul Cézanne (1839-1906) conservée au musée Pouchkine de Moscou. Elle date d'entre 1875 et 1877 et mesure 58 × 71 cm.
La toile représente une route menant à Pontoise bordée d'une demeure à fronton et au toit d'ardoises, et de ses communs le long d'un mur d'enceinte, et bordée d'arbres.
C'est en 1872 que Cézanne a rejoint Pissarro et Guillaumin à Auvers-sur-Oise, où il a habité pendant deux ans. Les amis peignait les environs « sur le motif ». La Route de Pontoise représente la même localité que Le Pavillon conservé au musée de l'Ermitage (1875) de Pissarro.

## Histoire
Cette toile faisait partie de la collection du docteur Viau vendue chez Durand-Ruel le 4 mars 1907 (lot no 12). La Route de Pontoise a été achetée par Eugène Druet qui l'a revendue en 1909 au fameux collectionneur moscovite Ivan Morozov. La collection de ce dernier a été confisquée par un décret de Lénine au printemps 1918 et transférée à l'automne suivant au nouveau musée de l'art moderne occidental de Moscou. Lorsque sa collection a été partagée en 1948 entre le musée de l'Ermitage et le musée Pouchkine, cette toile a été dévolue au musée Pouchkine, où elle se trouve toujours en exposition permanente.

## Expositions
Ce tableau a été exposé en 1903 à Vienne; en 1926 à Moscou; à l'« exposition Paul Cézanne » de Léningrad en 1956; en 1960 à Moscou; en 1974 à Moscou,. 